# اروس ۴۳۳

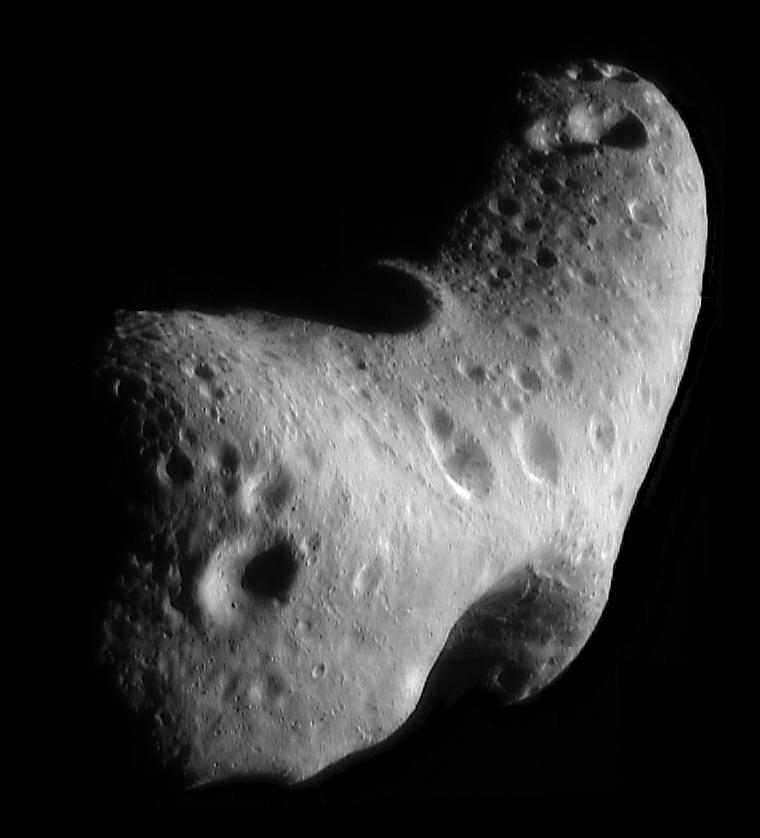
سیارک ۴۳۳

اِروس ۴۳۳ یا سیارک ۴۳۳ (به انگلیسی: 433 Eros، نامگذاری:1898DQ) چهارصد و سی و سومین سیارک کشف شده‌است که در ۱۳ اوت ۱۸۹۸ و در برلین کشف شد.
قدر مطلق سیارک برابر ۱۱٫۱۶ است.